# Consulat général d'Espagne à Strasbourg
Le consulat général d'Espagne à Strasbourg est une représentation consulaire du Royaume d'Espagne en France. Il est situé quai Kléber, à Strasbourg, en Alsace.